# Barwik
Barwik est une localité polonaise de la gmina rurale de Przodkowo située dans le  powiat de Kartuzy en voïvodie de Poméranie. Elle se trouve à environ 8 km au nord-est de Kartuzy et 23 km à l'ouest de la capitale régionale Gdańsk.

## Géographie

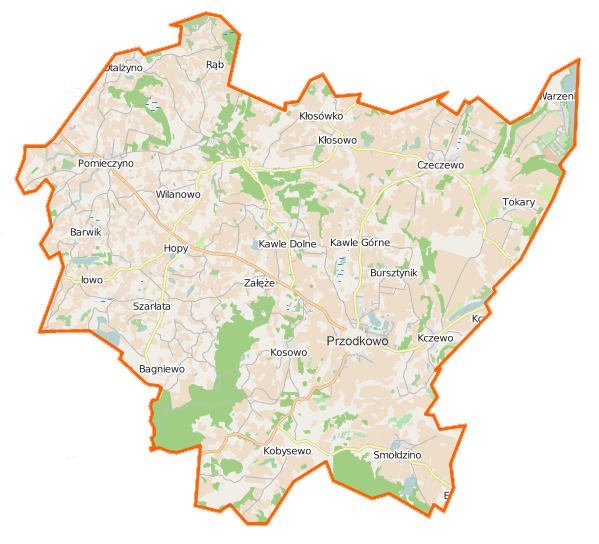
Carte de la gmina de Przodkowo.